# フィリップ・エルンスト (シュレースヴィヒ＝ホルシュタイン＝ゾンダーブルク＝グリュックスブルク公)
フィリップ・エルンスト（Philipp Ernst von Schleswig-Holstein-Sonderburg-Glücksburg, 1673年5月5日 - 1729年11月12日）は、シュレースヴィヒ＝ホルシュタイン＝ゾンダーブルク＝グリュックスブルク家（1622年創設）の第3代公爵（在位：1698年 - 1729年）。デンマークの将軍。

## 生涯
シュレースヴィヒ＝ホルシュタイン＝ゾンダーブルク＝グリュックスブルク公クリスティアンと、その2番目の妻でプレーン公ヨアヒム・エルンストの娘であるアグネス・ヘートヴィヒの間の第1子・長男。両親は従兄妹同士の関係だった。
グランドツアー後の1692年にデンマーク軍に入隊、1692年から1695年にかけ、大同盟戦争において友好国イングランドの指揮下で戦うデンマーク人部隊に所属し、フランドル地方でフランス軍と戦った。1701年には陸軍中将・竜騎兵連隊連隊長となる。大北方戦争・スペイン継承戦争中は、再びイングランドの要請で派遣されるデンマーク人部隊の指揮官として、フランドル地方で従軍した。
1698年父の死で家督を継承したが、郷里グリュックスブルクに滞在するよりも、デンマーク軍の将官であるためフレゼリク4世王のコペンハーゲン宮廷に伺候することの方が多く、王からエレファント勲章を授与されてもいた。フレゼリク王とは良好な関係だったが、公爵領の継承に伴う封土授与式は父の代と同様に行われることはなく、そのため1721年には単なる貴族と同様に王に対して臣従礼をしている。
領主としての彼は領地を買い足して収入を増やしたほか、自領内の農民との土地賃借の契約から賦役の項目を削除している。ただし総合的には農奴制を保持しようとした。

## 子女
生涯に3度結婚した。1699年にザクセン＝アイゼンベルク公クリスティアンの娘クリスティアーネ（1679年 - 1722年）と最初の結婚をし、間に7子をもうけた。
- クリスティアーネ・エルネスティーネ（1699年 - 1750年）
- フリードリヒ（1701年 - 1766年） - グリュックスブルク公
- クリスティアン・フィリップ（1702年 - 1703年）
- カール・エルンスト（1706年 - 1761年）
- ルイーゼ・ゾフィー・フリーデリケ（1709年 - 1782年）
- シャルロッテ・アマーリエ（1710年 - 1777年）
- ゾフィー・ドロテア（1714年 - 1736年）

1722年、カタリーナ・クリスティーナ・アーレフェルト（1687年 - 1726年）と再婚。デンマーク王宮廷の宮内長官の寡婦で、シュレースヴィヒ・ホルシュタイン地方の貴族の家柄だが、格下であり同格出生を基準を満たさない結婚だった。しかしフレゼリク4世王はこの婚姻を支持しており、新妻にホルシュタイン女侯（Fürstin von Holstein）の爵位を授けて、夫と身分対等にしている。カタリーナは1726年難産で死亡した。この結婚では息子1人が生まれた。
- クリスティアン・エルンスト（1724年 - 1726年）

1726年、同族のアウグステンブルク公フリードリヒ・ヴィルヘルムの娘シャルロッテ（1697年 - 1760年）と3度目の結婚。彼女は元々ヘルフォルト女子修道院の聖堂参事会員だった。2人の間に子供はない。

## 引用・脚注
1. ↑  Carsten Porskrog Rasmussen: Die älteren Glückburger Herzöge, S. 278.
2. ↑  Carsten Porskrog Rasmussen: Die älteren Glückburger Herzöge, S. 279.
3. ↑  Carsten Porskrog Rasmussen: Die älteren Glückburger Herzöge, S. 278 f.